# 柬埔寨国防部
柬埔寨国防部（高棉语：ក្រសួងការពារជាតិ）负责监督，直接涉及国家安全和指挥柬埔寨王家军队，现任国防部部长狄班。

## 行政总部
柬埔寨国防部分为六个行政区域。
- 最高统帅部
- 陆军总部 - 柬埔寨王家陆军
- 海军总部 - 柬埔寨王家海军
- 空军总部 - 柬埔寨王家空军
- 宪兵总部 -柬埔寨王家宪兵队